# Vol à haut risque
Pour plus de détails, voir Fiche technique et Distribution.
Vol à haut risque (Flight Risk) est un film américain réalisé par Mel Gibson et sorti en 2025.

## Synopsis
Au fin fond de l'Alaska, l'US Marshal Madelyn Harris arrête enfin Winston. L'homme qui était en cavale se cachait dans un motel miteux. Comptable, il est accusé d'avoir blanchi l'argent de la famille mafieuse Moretti. Il négocie un accord pour une immunité, en échange de son témoignage contre le chef mafieux. Pour cela, il doit se rendre prochainement au procès à New York. Avant cela, Madelyn est chargée de l'escorter jusqu'à la grande ville la plus proche : Anchorage. Ils voyagent donc à bord d'un petit avion, le seul disponible rapidement. L'appareil est piloté par un homme disant s'appeler Daryl Booth. Durant le vol, Madelyn va vite comprendre que l'homme n'est pas celui qu'il prétend être, mais plutôt un dangereux tueur à gages psychotique à la solde des Moretti,.
Après avoir neutralisé un temps le tueur, Madelyn prend les commandes de l'appareil. Inexpérimentée, elle communique grâce à un téléphone satellite avec Hasan, qui va la guider pas à pas pour rejoindre sa destination et atterir en sécurité. Par ailleurs, elle prend contact avec sa responsable Caroline Van Sant pour tenter de comprendre comment les mafieux ont pu être avertis du transfert de Winston. Mais elle ignore si la fuite vient de sa responsable ou de son directeur Coleridge. Elle a plus important : elle doit atterrir l'avion tout en gardant Winston vivant, poignardé par le tueur qu'elle doit aussi gérer. Elle peut compter sur l'aide du pilote Hasan qui la guide par téléphone. A l'atterrissage très chaotique, le tueur est tué, Winston est vivant, mais est manqué d'être tué par un tueur de Coleridge (la taupe) - que Madelyn élimine in extremis - dans l'ambulance.

## Fiche technique
Sauf indication contraire, les informations mentionnées dans cette section peuvent être confirmées par les bases de données cinématographiques IMDb et Allociné,  présentes dans la section « Liens externes ».
- Titre original : Flight Risk
- Titre français : Vol à haut risque
- Réalisation : Mel Gibson
- Scénario : Jared Rosenberg
- Musique : Antônio Pinto
- Décors : David Meyer
- Costumes : Kristen Kopp
- Photographie : Johnny Derango
- Montage Steven Rosenblum
- Producteurs : Bruce Davey, John Davis, John Fox et Mel Gibson
  - Producteurs délégués : Russell Hollander, Jon Huddle, K. Blaine Johnston, Patrick Josten, Walter Josten, Petr Jákl, Alex Lebovici, Jarrett Mahoney, Ryan Donnell Smith, Jordan Wagner et Christopher Woodrow
- Sociétés de production : Davis Entertainment, Icon Productions et Hammerstone Studios
- Sociétés de distribution : Metropolitan Filmexport (France), Lionsgate (mondial)
- Pays de production :  États-Unis
- Langue originale : anglais
- Format : couleur - 2.35:1
- Genre : thriller, action
- Durée : 91 minutes[3]
- Dates de sortie[4] :
  - France : 22 janvier 2025[5]
  - États-Unis : 24 janvier 2025[6]

## Distribution
- Mark Wahlberg (VF : Bruno Choël) : le pilote Daryl Booth
- Michelle Dockery (VF : Ingrid Donnadieu) : l'U.S. Marshal Madelyn Harris
- Topher Grace (VF : Alexandre Gillet) : Winston
- Paul Ben-Victor (VF : Jean-François Aupied) : le directeur Coleridge (voix)
- Maaz Ali (VF : Eilias Changuel) : Hasan (voix)
- Monib Abhat : Hasan
- Leah Remini (VF : Céline Ronté) : Caroline Van Sant (voix)

 Source et légende : version française (VF) sur RS Doublage et carton cinématographique du doublage français.

## Production
En décembre 2020, le scénario Flight Risk écrit par Jared Rosenberg fait partie de la Black List, un sondage listant les meilleurs scénarios en d'acquisition par un studio américain,. En mai 2023, Mel Gibson est annoncé à la réalisation avec Mark Wahlberg en tête d'affiche,.
En janvier 2024, Topher Grace et Michelle Dockery sont également annoncés.
Le tournage débute à Las Vegas en juin 2023. L'équipe tourne deux jours à Mesquite, autre ville du Nevada, le mois suivant. Les prises de vues se déroulent également en Alaska. Le tournage peut se poursuivre durant l'été 2023, malgré la grève SAG-AFTRA.
Le tournage s'est terminé en août 2023[réf. nécessaire]. Il n'aura duré que 22 jours.

## Sortie et accueil
En mai 2024, il est annoncé que la date de sortie américaine du film est fixée au 18 octobre 2024,. Cependant en septembre 2024, la sortie américaine est repoussée par Lionsgate au 24 janvier 2025. La date de sortie  en France est prévue pour le 22 janvier 2025.